# Villadecanes
Toral de los Vados – gmina w Hiszpanii, w prowincji León, w Kastylii i León, o powierzchni 24,13 km². W 2011 roku gmina liczyła 2130 mieszkańców.